# Lunar Flag Assembly
 (signalé en mai 2025).
Si vous disposez d'ouvrages ou d'articles de référence ou si vous connaissez des sites web de qualité traitant du thème abordé ici, merci de compléter l'article en donnant les références utiles à sa vérifiabilité et en les liant à la section « Notes et références ».
- Archive Wikiwix
- Bing
- Cairn
- DuckDuckGo
- E. Universalis
- Gallica
- Google
- G. Books
- G. News
- G. Scholar
- Persée
- Qwant
- (zh) Baidu
- (ru) Yandex
- (wd) trouver des œuvres sur Wikidata

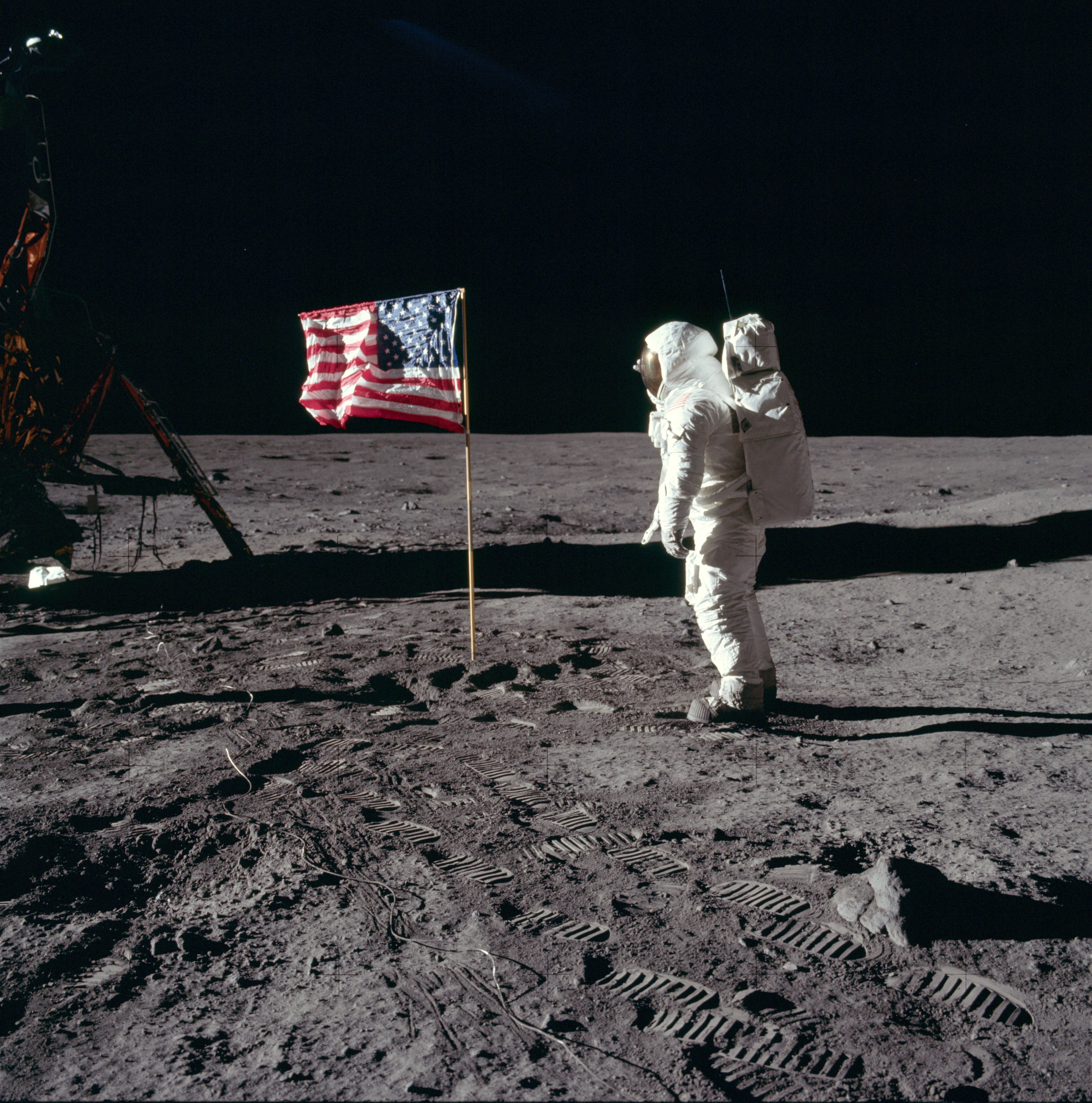
Buzz Aldrin saluant le premier drapeau américain érigé sur la Lune, en juillet 1969.

La Lunar Flag Assembly (LFA) est un kit contenant un drapeau des États-Unis destiné à être érigé sur la Lune pendant le programme Apollo. Six LFA de ce type ont été plantés sur la Lune.
Les drapeaux en nylon sont suspendus à des bâtons télescopiques et à des barres horizontales construites en tubes d'aluminium anodisés. Les LFA sont placés à l'extérieur du module lunaire Apollo lors de leur transport, la plupart du temps sur l'échelle de descente à l'intérieur d'un boîtier isolé thermiquement pour les protéger de l'importante température provoquée par le moteur.
L'assemblage est conçu et supervisé par Jack Kinzler, responsable des services techniques du Manned Spacecraft Center (Centre spatial Lyndon B. Johnson) à Houston, au Texas.

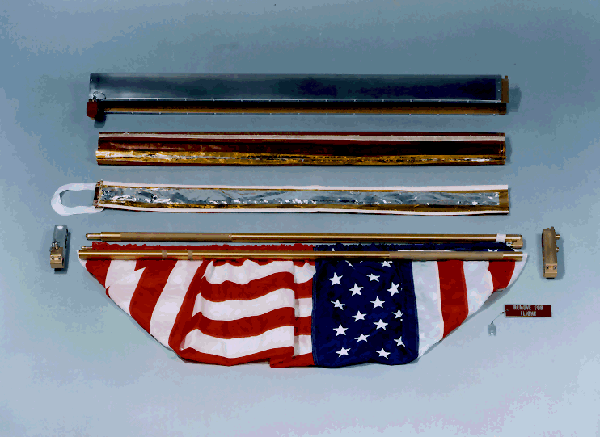
LFA démonté.
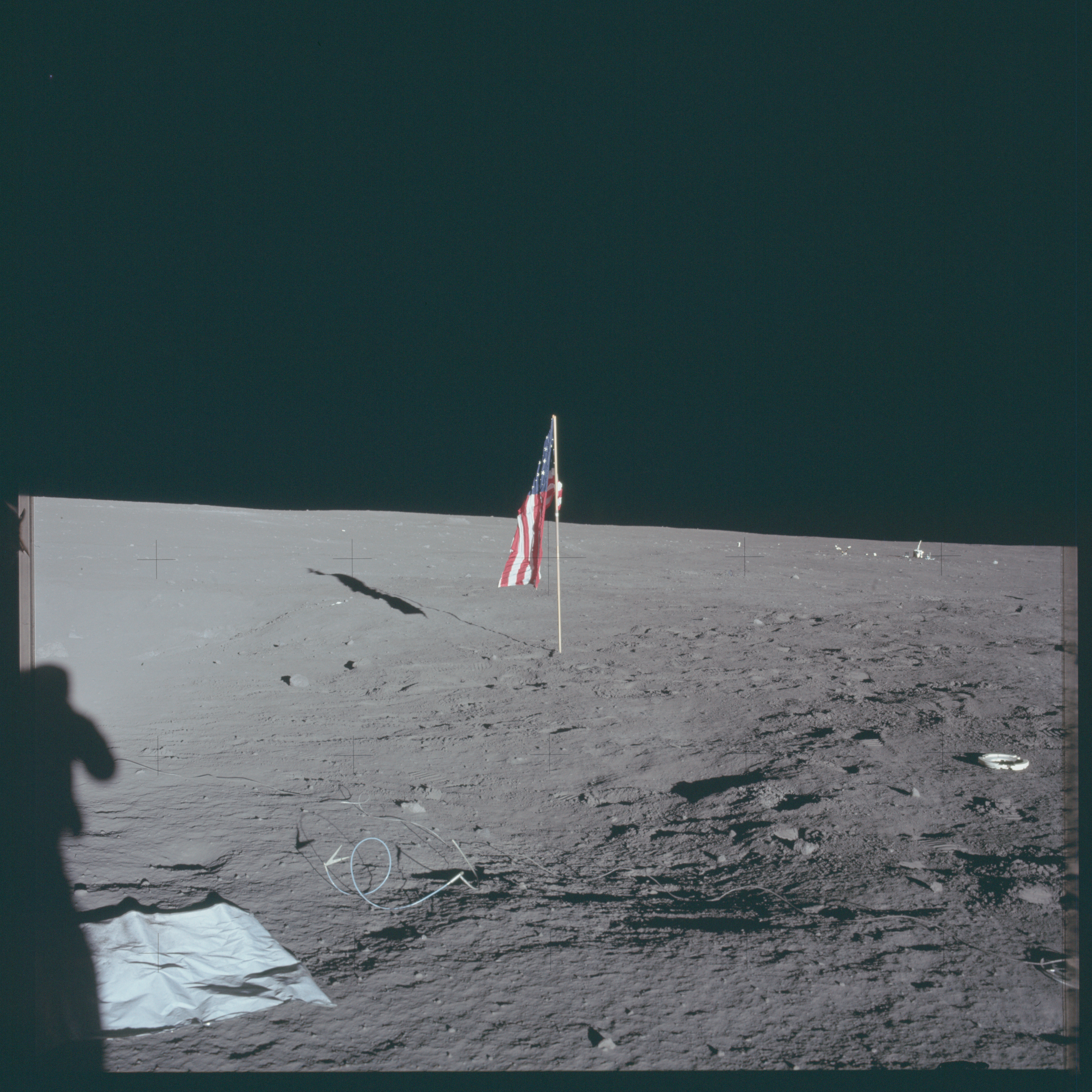
LFA d'Apollo 12 avec un mécanisme défectueux.
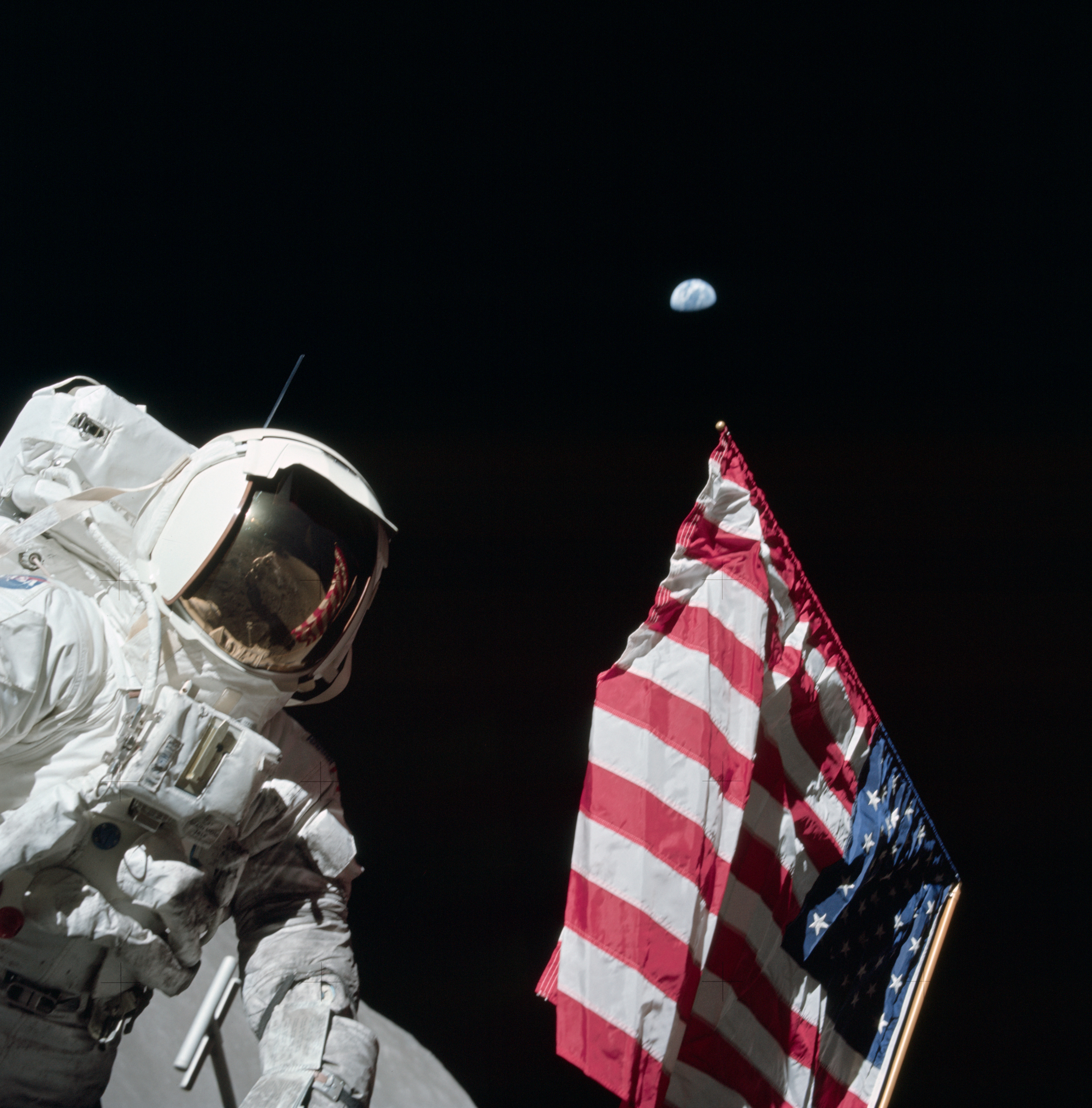
LFA d'Apollo 17 avec Harrison Schmitt.